# Immortalità

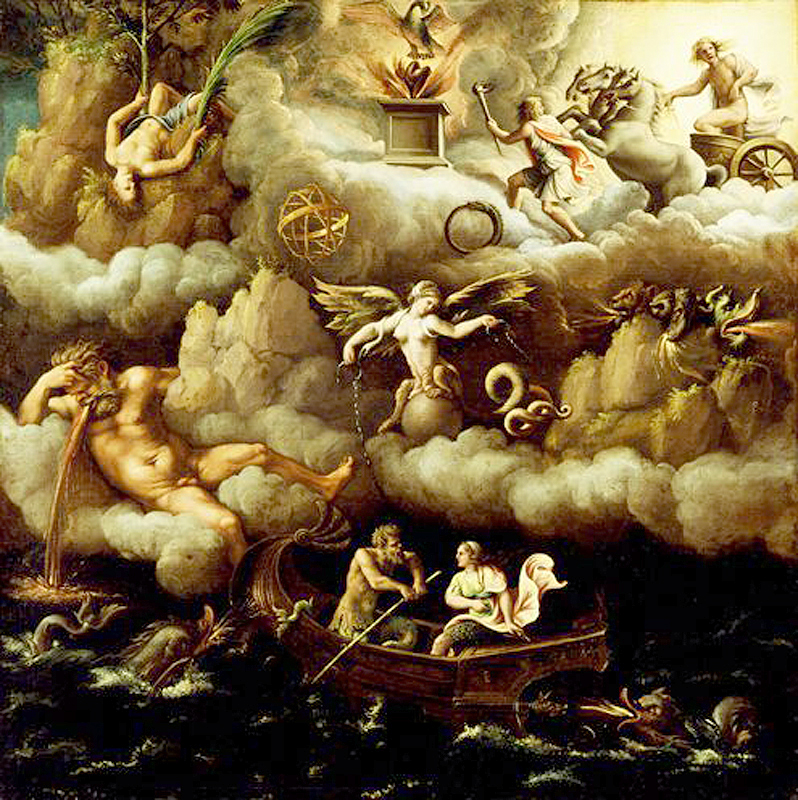
Allegoria dell'immortalità, dipinto di Giulio Romano, 1540 ca

L'immortalità (o vita eterna) è il concetto di sopravvivere in eterno o per un periodo di tempo indeterminato, senza affrontare la morte o superando la morte stessa.
L'immortalità può essere intesa in due accezioni principali, fisica e spirituale. L'immortalità fisica è concepita generalmente come l'esistenza senza fine della mente a partire da una sorgente fisica, come un cervello o un computer o senza quest'ultimo. L'immortalità spirituale è concepita in genere come l'esistenza senza termine di un individuo dopo la morte fisica in qualità di anima.

## Religione
Con la parola "immortalità" si indica una trasformazione o un passaggio che avviene dopo la morte a un'altra forma di esistenza, nella quale la vita non è completamente spenta e mantiene dei riferimenti alla persona reale, che però continua a vivere in eterno. L'immortalità si può riconoscere come una concezione regolarmente presente nelle religioni, e in generale nelle culture antiche. Spesso è intesa come prosecuzione della vita terrena nelle religioni primitive, in forme più o meno mutate, e si accompagna a una distinzione nella sorte dei defunti. Alla base di tale distinzione può esserci la posizione goduta durante la vita terrena e le funzioni sociali esercitate, il compimento di pozioni magiche, culturali, rituali, il modo e la causa di morte o il comportamento etico.
Il concetto di immortalità fisica più che puramente spirituale viene affermato soprattutto nelle antiche culture orientali. Esempi ne sono le credenze induista e buddista della trasmigrazione ciclica delle anime, il culto degli antenati o geni del Giappone, e le religioni presenti in Mesopotamia e soprattutto in Egitto, dove veniva celebrata mediante il rito funebre osiriano, eseguito sui cadaveri.

### Secondo la Bibbia
La Bibbia, nell'Antico Testamento, parla dello Sheol, parola ebraica, in termini molto chiari dandoci indicazioni riguardo alla condizione dell'uomo alla morte.
In Ecclesiaste o Qoelet capitolo 9 versi da 5 a 10,
5. Poiché i viventi sono consci che moriranno; ma in quanto ai morti, non sono consci di nulla, né hanno più alcun salario, perché il ricordo d'essi è stato dimenticato. 
6. Inoltre, il loro amore e il loro odio e la loro gelosia son già periti, ed essi non hanno più alcuna porzione a tempo indefinito in nessuna cosa che si deve fare sotto il sole.
7. Va, mangia il tuo cibo con allegrezza e bevi il tuo vino con buon cuore, perché già il [vero] Dio si è compiaciuto delle tue opere. 
8. In ogni occasione le tue vesti siano bianche, e non manchi l'olio sulla tua testa. 
9. Vedi la vita con la moglie che ami tutti i giorni della tua vita vana che Egli ti ha dato sotto il sole, tutti i giorni della tua vanità, poiché questa è la tua porzione nella vita e nel tuo duro lavoro con cui lavori duramente sotto il sole. 

10. Tutto ciò che la tua mano trova da fare, fallo con la tua medesima potenza, poiché non c'è lavoro né disegno né conoscenza né sapienza nello Sceol, il luogo al quale vai.
Lo Sheòl nell'antico testamento è la fine della vita.

A questo proposito l'Encyclopædia Britannica osserva: 
“Lo Sceol era situato in qualche posto ‘sotto’ terra… La condizione dei morti non era né di dolore né di piacere. Né allo Sceol veniva associata l'idea di un premio per i giusti o di una punizione per i malvagi. Buoni e cattivi, tiranni e santi, re e orfani, israeliti e gentili, tutti dormivano insieme senza rendersene conto”
Nelle scritture bibliche ispirate lo Sheol è sempre posto in relazione con la morte, mai con la vita : (1 Samuele 2,6), (2 Samuele 22,6), (Salmo 18,4-5), (Salmo 49,7-10,14,15), (Salmo 88,2-6), (Salmo 89,48), (Isaia 28,15-18).
Lo stesso concetto viene tradotto in greco con la parola Ades.
La Bibbia dei Settanta, traduzione greca delle Scritture Ebraiche (da Genesi a Malachia), usa 73 volte il termine “Ades”, 60 volte per tradurre il termine ebraico she'òhl, reso comunemente “Sceol” o Sheol.
Lo stesso termine viene usato negli Atti degli Apostoli per parlare della condizione di Cristo, dalla quale fu risuscitato.
Secondo un'ulteriore interpretazione della concezione biblica, «l'essere umano, per propria natura, ha una relazione con Dio. Tale relazione con Dio è addirittura in grado di superare la morte. L'Antico Testamento non conosce la dottrina greca dell'immortalità dell'anima. Negli scritti sapienziali troviamo la fede che l'anima del giusto è nelle mani di Dio anche al di là della morte. L'antico Testamento, quindi, approda a una concezione simile a quella dei greci sull'immortalità dell'essere umano che però non sta nella sua natura, bensì nella fedeltà di Dio»..
Ferma restando la terminologia adoperata nelle Scritture, che fa riferimento a un'inconfutabile distinzione concettuale tra il corpo e lo spirito, anche secondo la Jewish Encyclopedia, «la credenza che l'anima continui a esistere dopo la dissoluzione del corpo è argomento di speculazione filosofica e teologica e di conseguenza non è espressamente insegnata in alcun punto della Sacra Scrittura».
Lo stesso papa Benedetto XVI ha tenuto a precisare che il cristianesimo delle origini si concentrò, almeno nei primi tempi, sul concetto di resurrezione della carne più che su quello di «immortalità» dell'anima; quest'ultima sarebbe divenuta materia di riflessione soltanto dei teologi successivi: «Per la Chiesa antica è significativo che non esisteva alcuna affermazione dottrinale circa l'immortalità dell'anima».

### Il problema dello Stato Intermedio
Il problema dello "stato intermedio" tra la morte e la resurrezione finale che ne risulta, ha condotto il cristianesimo ad approfondire nelle Scritture la propria escatologia. L'uomo dopo la morte continua a esistere, anche se è in una condizione di incompletezza, si trova già in una situazione di gioia o di dolore, questa vita tende comunque alla reintegrazione al corpo nella risurrezione finale, con la conseguente beatitudine o dannazione eterna.
Invece secondo la dottrina dell'immortalità condizionale dell'anima, professata da avventisti e altri gruppi, le Scritture insegnerebbero l'annichilimento definitivo della coscienza al termine della morte del corpo; essa smetterebbe di esistere, proprio come avviene agli animali irrazionali.
I teologi contemporanei danno diverse spiegazioni al problema dello stato intermedio: per O. Cullmann si tratta di un periodo di sonno, in cui gli addormentati aspettano la resurrezione finale (Psicopannichismo); per Karl Rahner l'anima separata si trova in un periodo di crescita e si prepara per la comunione con l'intero cosmo che avverrà quando si riunirà al corpo; per L. Boros la resurrezione della carne avviene nell'istante stesso della morte, ma si completa solo con l'avvento del nuovo mondo, capace di ospitare un corpo risorto.
Nell'Islam la sopravvivenza è una verità di fede per quanto riguarda la resurrezione finale, mentre sono varie le opinioni sullo stato intermedio prima del giudizio: in ogni caso si afferma che i defunti vengono sottoposti a un interrogatorio nel sepolcro.

## Filosofia
In filosofia con il termine immortalità si intende la condizione di un essere non sottoposto a corruzione e quindi a sopravvivere per sempre.
Il concetto di immortalità inteso come proprietà del vivere per sempre implica la nascita da un essere e pertanto si distingue dal concetto di eternità che esclude da ogni termine di tempo.
I concetti di immortalità e eternità vengono spesso confusi, sia perché si intende questa come semplice durata indefinita, sia perché si considera come una vera e propria extratemporalità.
La confusione viene giustificata se si pensa che l'immortalità deve escludere ogni idea di fine e deve perciò entrare nell'eternità. Si dovrà quindi chiamare eternità l'assoluta extratemporalità di un essere esistente ab aeterno;
immortale, un essere che, pur avendo avuto origine nel tempo, è destinato a superare i limiti della temporalità.
Durante tutta la storia umana molti hanno sperimentato ed espresso il desiderio di vivere per sempre.
Che forma avesse una vita umana senza fine o indefinitamente lunga, o se fosse veramente possibile, è stato l'argomento, per secoli, di una grande quantità di speculazioni, dibattiti e opere d'immaginazione.

## Prospettive future
Dei ricercatori, fra cui Raymond Kurzweil sostengono che l'immortalità fisica sarà raggiunta all'incirca nel 2045. Arrestare e invertire l'invecchiamento potrebbe rivelarsi possibile grazie alla nanotecnologia, ma in maniera troppo limitata. 
Bisognerebbe sottoporsi a una terapia di ringiovanimento e poi a una di mantenimento che richiederebbero un'enorme disponibilità finanziaria.
Tuttavia è bene precisare la differenza tra il risultato raggiunto da queste conquiste e i concetti di immortalità espressi dalla religione e dalla filosofia: in questi ultimi casi l'immortalità è intesa come invulnerabilità, e la semplice soppressione dell'invecchiamento non la potrà garantire: non si morirà più di vecchiaia ma si potrà sempre e comunque restare vittime di incidenti, omicidi, malattie non ancora curabili, e di qualunque altro fattore che interferisca mortalmente con l'integrità dell'organismo.

### Progetto SENS
Attualmente Aubrey de Grey è impegnato nel progetto SENS (Strategies for Engineered Negligible Senescence), che si propone di arrivare a mettere a punto terapie in grado di curare l'invecchiamento. La convinzione di base è che l'invecchiamento sia dovuto all'accumularsi, a livello molecolare e cellulare, di effetti collaterali prodotti dal metabolismo e che il metabolismo stesso non è in grado di eliminare. L'accumulo di tale "spazzatura" fa progressivamente diminuire l'efficienza dell'organismo, finché esso diventa incapace di difendersi dalle malattie o di mantenere in funzione gli organi vitali. La morte è semplicemente l'inevitabile effetto ultimo di tale accumulo. Tutto questo probabilmente perché la natura, preoccupandosi della sopravvivenza della specie, ha visto nell'evoluzione una strategia da preferire alla conservazione del singolo individuo, per cui, se da una parte ha progettato un sistema molto efficiente per la riproduzione, dall'altra non ha progettato un metabolismo perfettamente autopoietico, capace cioè di ripararsi integralmente e così conservarsi indefinitamente una volta raggiunto il completo sviluppo. L'autopoiesi perfetta è riscontrabile invece a livello di specie.
Molti scienziati definiscono il progetto SENS come pseudoscienza.